# William Crotch
William Crotch   (Norwich, 5 de juliol de 1775 - Taunton, 29 de desembre de 1847) fou un compositor i organista anglès.

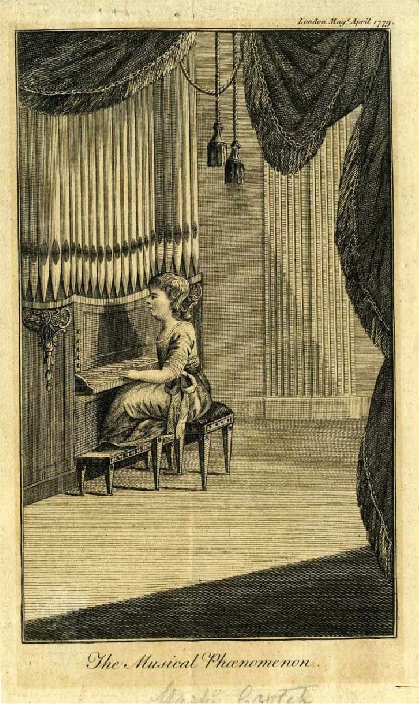
Crotch amb poc més de tres anys tocant el piano, litografia del The London Magazine

Fou un infant tant precoç com Mozart, tenia poc més de tres anys que ja executava a l'orgue l'himne anglès amb els seus acompanyaments corresponents, i la seva oïda era tan perspicaç que, si havia una tecla aïllada ferida, indicava al moment quina nota era. A l'edat de vint-i-dos anys fou nomenat professor de música de la Universitat d'Oxford, havent-se-li conferit el títol de doctor en música. El 1822 assolí la direcció de la Reial Acadèmia de Música, càrrec en el que fou succeït en retirar-se per Callcott.
Va compondre molt per a piano i orgue, com així mateix música vocal, destacant en aquesta última, el seu oratori Palestina. Va escriure: Elements of Musical Composition and Thorough-Bass (1812), i Styles of Music of Ail Ages (1818).